# My December
My December este al treilea album de studio creat de interpreta de muzică pop de origine americană Kelly Clarkson.
My December este cel de-al treilea album înregistrat de către Kelly și a fost lansat oficial pe data de 26 iunie 2007 în America de Nord, iar pe plan internațional pe 23 Iunie. În cadrul emisiunii Jimmy Kimmel Live artista a dezvăluit că s-a făcut un efort pentru a amâna data inițială a lansării, din cauza lipsei de promovare a acestuia.
Fanii și critici au descris albumul My December ca pe o lucrare foarte personală pentru Kelly, în care ea își descrie trecutul. De asemenea a fost remarcat și stilul mult mai profund și vocea mai pătrunzătoare a lui Clarkson. Reviste celebre precum Rolling Stone i-au dat note medii și bune, cuprinse între 6 și 9.
Pe plan internațional albumul a înregistrat vânzări de peste un milion trei sute de mii de exemplare, dintre care 680,000 numai în Statele Unite ale Americii.
Clarkson a anunțat începerea unui turneu internațional oficial pe site-ul propriu. Acesta are 37 de concerte programate, care se desfășoară până în luna Decembrie.
Clarkson a început să scrie și să compună pentru acest album în timp ce îl promova pe precedentul . Ea ajunsese într-o perioadă foarte dificilă a vieții sale, deoarece era acaparată de evenimentele care se petreceau. De-a lungul acestei perioade a vieții sale Kelly a scris câteva cântece care au ajuns să fie înregistrate pe album, pe care Kelly l-a numit terapie liberă.
Într-un interviu ea a declarat:
" Totul m-a prins pe un pas greșit. Corpul și starea mea de spirit se prăbușeau. Încercam să ajung cineva. Nu mi-am văzut prietenii și familia pentru o perioadă din cauză că lucram prea mult. Călătoream și deodată au fost intoduse mai multe concerte decât erau prevăzute.  A fost haotic. La vârsta de douăzeci și patru de ani eram destul de tânără pentru a avea grijă de atât de multe lucruri. Nu puteam zâmbi. Nu puteam face nimic. M-am prăbușit. Am plâns atât de mult încât nu mai puteam vorbi. Eram obosită. Eram luată de val. Nu voiam să acționez, nu voiam să zâmbesc - Nu voiam să mă prefac. Eram doar distrusă.... Acesta a fost cel mai slab punct al vieții și carierei mele."
Înainte de lansarea albumului, surse au declarat că directorul Sony-BMG, casa de discuri cu care Kelly lucra, nu era mulțumit de conținutul albumului. Davis a vrut să fie făcute schimbări semnificante, iar unele zvonuri dezvăluiau că, de fapt acesta voia ca întregul album să fie distrus, iar Clarkson să înceapă lucrul la un nou material. Brianne însă a refuzat această propunere și a declarat că Davis a crezut că My December era mult prea negativ și întunecat.
Toate aceste conflicte s-au terminat când albumul a fost lansat oficial pe piața internațională.
În cadrul ediției speciale a concursului Linale Show of American Idol, unde toți foștii concurenți care s-au lansat în muzică și-au promovat albumele și single-urile, producătorul lui Kelly a uitat să menționeze despre album sau primul său single Never Again, dând astfel naștere unei noi serii de controverse.